# لاگوسوکوس
لاگوسوکوس (نام علمی: Lagosuchus) نام یک سرده از کلاد پرنده‌گردنان است.